# Józef Aleksander Jabłonowski

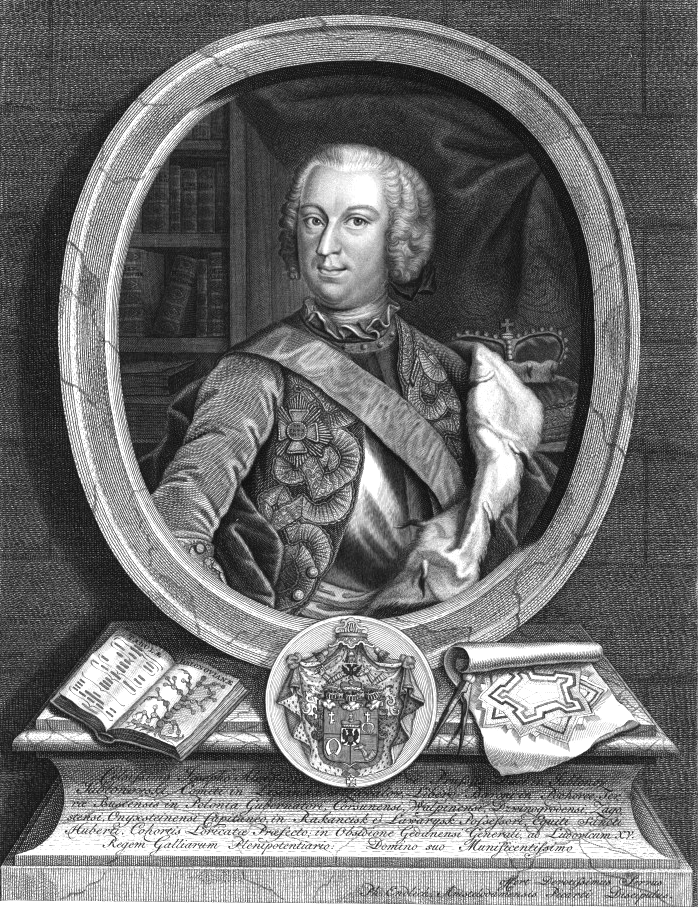
Józef Aleksander Jabłonowski

Józef Aleksander Jabłonowski (auch Josef Alexander Jablonowski; * 4. Februar 1711 in Tychomel, Wolhynien, heute in der Oblast Chmelnyzkyj, Ukraine; † 1. März 1777 in Leipzig) war ein polnischer Magnat, Beamter im Staatsdienst, Gelehrter und Mäzen aus dem Adelsgeschlecht der Jabłonowskis. Er gründete 1769 in Leipzig die Fürstlich Jablonowskische Gesellschaft der Wissenschaften, die heute als älteste noch bestehende Gelehrtengesellschaft zur Förderung deutsch-polnischer Wissenschafts- und Kulturbeziehungen gilt. Er war auch Reichsfürst im Reich.

## Leben
Jabłonowski wurde als Spross der gleichnamigen polnischen Schlachta-Familie geboren. 1743 erhob ihn Kaiser Karl VII. in den Reichsfürstenstand. Unter der Regierung König Augusts III. von Polen (1733–1763) wurde Jablonowski 1744 zum Mundschenk (Stolnik) von Litauen befördert und 1755 das Beamtenamt des Wojewoden von Nowogrodek in Schwarzrussland übertragen. Zugleich vereinigte Jablonowski seit 1755 mehrere Starosteien in seiner Hand. Bei den polnischen Königswahlen 1764 galt er als einer der Thronanwärter, unterlag jedoch dem Mitbewerber Stanislaus August Poniatowski. Als unter dem neuen König die inneren Wirren in Polen durch die Konföderation von Bar und den Hajdamakenaufstand zunahmen, siedelte Jablonowski 1768 nach Leipzig über.

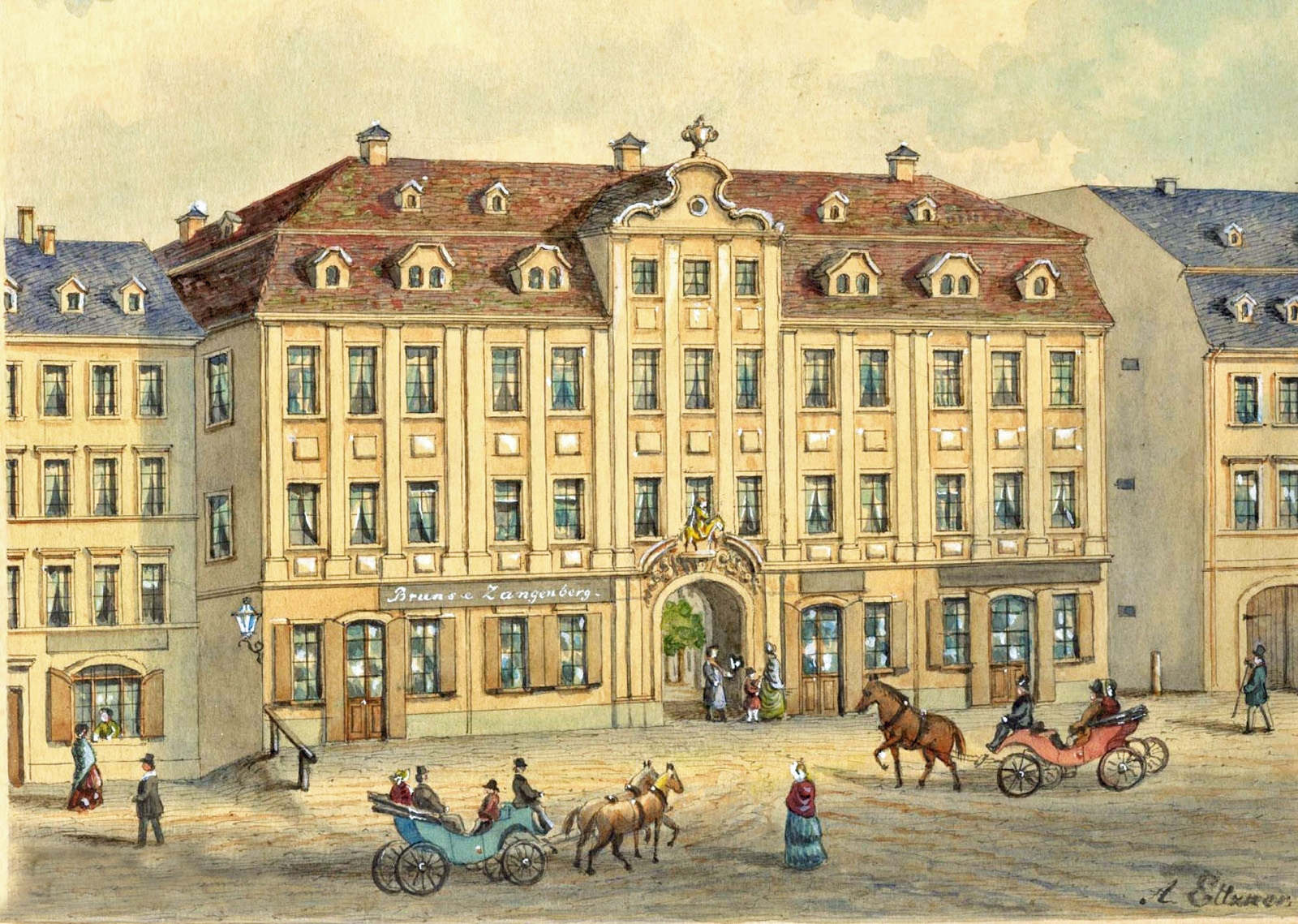
Haus „Zum Kurprinz“ in Leipzig um 1880, ehemaliger Wohnsitz Jablonowskis

Jablonowski heiratete 1740 die aus reichem polnisch-litauischen Fürstengeschlecht stammende Karolina Teresa Radziwill (1707–1765) und war in zweiter Ehe mit Franziszka Wiktoria Woroniecka vermählt, die ihn überlebte. Aus der ersten Ehe gingen zwei Töchter, aus der zweiten Verbindung eine Tochter und ein Sohn hervor. 1773 kaufte Jablonowski in Leipzig am Roßplatz das Haus „Zum Kurprinz“ und errichtete dort seinen Wohnsitz. Er starb dort und wurde in der katholischen Hofkapelle der Pleißenburg bestattet.
1761 wurde er Mitglied der Académie des sciences.
In Leipzig erinnerte von 1880 bis 2020 die Jablonowskistraße an die Verdienste des Fürsten um die Wissenschaft und den deutsch-polnischen Kulturaustausch; daneben pflegt die Societas Jablonoviana weiterhin das Gedenken an ihren Stifter und dessen Auftrag.

## Gelehrter und Mäzen
Seit der Mitte des 18. Jahrhunderts trat Jablonowski mit politisch-historischen Schriften hervor. So erschien 1748 bei Lochner in Nürnberg Jablonowskis Abhandlung L’Empire des Sarmates, eine Beschreibung der polnischen Aristokratischen Republik. 1752 folgte in Warschau die Publikation der mittelalterlichen Chronik des Posener Bischofs Bogufał II. (1242–1253). Im gleichen Jahr wurden in Lemberg in zweiter Auflage Jablonowskis Heraldica zur Erläuterung polnischer Ritterzeichen und Wappen verlegt. 
In Leipzig gründete Jablonowski 1769 an der dortigen Universität die nach ihm benannte Fürstlich Jablonowskische Gesellschaft der Wissenschaften - Societas Jablonoviana, die unter wenig verändertem Namen bis heute besteht. Die 1774 vom sächsischen Landesherrn approbierte Stiftungsurkunde sieht vor, jährlich Arbeiten auf den Gebieten der Mathematik oder Physik, der Ökonomie, der deutsch-polnischen Geschichte sowie der Geschichte der slawischen Völker durch Preiswettbewerbe zu fördern. Seit 1771/72 erschienen die von der Gesellschaft jährlich preisgekrönten Arbeiten in den Acta Societatis Jablonovianae, die in Leipzig herausgegeben wurden. Das Stiftungskapital von 2000 Dukaten legte Jablonowski bei einem Bankhaus in Danzig an.
Vom Mäzenatentum des Reichsfürsten zeugt ferner in Leipzig noch heute das Königsdenkmal, das Jablonowski zu Ehren des sächsischen Landesherrn Friedrich August des Gerechten (1763–1827) beim Bildhauer und Maler Adam Friedrich Oeser (1717–1799) in Auftrag gab. Das Denkmal, das erst nach dem Tode Jablonowskis fertiggestellt werden konnte, wurde zunächst auf dem heutigen Wilhelm-Leuschner-Platz in Leipzig aufgestellt und befindet sich jetzt im Garten des Gohliser Schlösschens.

## Publikationen
- L’Empire des Sarmates, aujourdhui royaume de Pologne, Nuremberg [= Nürnberg] 1748.
- Museum Polonum seu collectionem in regno Poloniae et magno ducatu Lithuaniae scriptorum editorum et edendorum opus bipartitum dicat, Leipoli [= Lemberg] 1752.
- Boguphali II. de armis et domo rosarum episcopi Posnaniensis chronicon Poloniae, Varsoviae [= Warschau] 1752.
- Heraldica: to iest osada kleynotow rycerskich y wiadomość znaków herbownych dotąd w Polszcze obiaśniona [= Heraldica, das ist Verzeichnis der Ritterwappen und Erläuterung der Wappenzeichen, wie sie bisher in Polen noch nicht erschienen], 2. Aufl., Lemberg 1752.
- De astronomiae ortu atque progressu et de telluris motu, Gedani [= Danzig] (1761/63).
- Acta Societatis Jablonovianae, Leipzig 1772 ff.